# 小行星1367
小行星1367（1367 Nongoma）是一颗围绕太阳公转的小行星。1934年7月3日，西里爾·傑克遜在约翰内斯堡发现了此天体。
該小行星以南非的城鎮農戈馬命名。
这颗小行星的绝对星等为348.06486等。